# Marselisborg Hospital
Marselisborg Hospital er en hospitalsafdeling under Aarhus Sygehus, beliggende ved Skanderborgvej og Marselis Boulevard på Frederiksbjerg i det centrale Aarhus.

## Historie
Hospitalet blev opført i 1913 og blev tegnet af Thorkel Møller. Hospitalet fungerede som epidemihospital indtil 2001 men behandlede foruden epidemiramte også patienter med hud- og kønssygdomme. De fleste af disse aktiviteter er gradvist blevet overført til Skejby Sygehus.
Hospitalet blev i 2007 en afdeling af Aarhus Sygehus, som er underlagt Aarhus Universitetshospital. Bygningerne rummer i dag MarselisborgCentret med 16 afdelinger, der arbejder med behandlings-, forsknings- og rehabiliterings-opgaver, herunder et neurocenter. Hospitalsbygningerne ligger i en større park, Marselisborg Hospitalspark.
- Oversigt over MarselisborgCentrets afdelinger (2014)
- Marselisborg Hospitalspark. Her er blandt andet frugttræer, grøntsags- og blomsterbede.

## Eksterne links
- Wikimedia Commons har flere filer relateret til Marselisborg Hospital
- MarselisborgCentret
- Artikel om Marselisborg Hospital på AarhusWiki.dk

56°8′29″N 10°11′15″Ø / 56.14139°N 10.18750°Ø